# Felix (drengenavn)
 For alternative betydninger, se Felix. (Se også artikler, som begynder med Felix)
Felix er et drengenavn af latinsk oprindelse (Felicius), med betydningen "den heldige", "succesfuld" eller "lykkelig". Navnet blev benyttet i Skåne allerede i 1200-tallet. Den kvindelige form er Felicia. Navnet benyttes også som efternavn.
Felix blev indført i almanakken efter Felix af Nola, en helgen som forfulgtes under kejser Decius og døde omkring år 260.

## Kendte personer med navnet
- Felix Baldauf (født 1994), norsk bryder.
- Felix Baumgartner (født 1969), østrigsk faldskærmsudspringer.
- Felix Bloch (1905-1983), schweizisk-amerikansk fysiker.
- Felix Brych (født 1975), tysk fodbolddommer.
- Felix Claar (født 1997), svensk håndboldspiller.
- Felix Draeseke (1835-1913), tysk komponist.
- Felix Drahotta (født 1989), tysk roer.
- Felix Groß (født 1998), tysk cykelrytter.
- Felix Großschartner (født 1993), østrigsk cykelrytter.
- Felix Hamrin (1875-1937), svensk forretningsmand og politiker.
- Felix Hausdorff (1868-1942), tysk matematiker.
- Felix Hoppe-Seyler (1825-1895), tysk kemiker.
- Felix Jones (født 1987), amerikansk amerikansk fodbold-spiller.
- Felix Kersten (1898-1960), tysk massør under 2. verdenskrig.
- Felix Klein (1849-1925), tysk matematiker.
- Felix Loch (født 1989), tysk kælker.
- Felix Magath (født 1953), tysk fodboldspiller og -træner.
- Felix Manz (ca. 1498-1527), schweizisk præst.
- Felix Mendelssohn (1809-1847), tysk komponist, pianist, organist og dirigent.
- Felix Mottl (1856-1911), østrigsk dirigent og komponist.
- Felix Rachfahl (1867-1925), tysk historiker.
- Felix Salten (1869-1945), østrigsk-jødisk forfatter.
- Felix Sandman (født 1998), svensk sanger.
- Felix Scheel (født 1992), dansk ishockeyspiller.
- Felix Smith (født 1976), dansk radio- og tv-vært.
- Felix Stoerk (1851-1908), tysk retslærd.
- Felix Sturm (født 1979), tysk bokser.
- Felix Werder (1922-2012), tyskfødt australsk komponist, lærer og kritiker.
- Felix, greve af Monpezat (født 2002), Prins Joachim og Grevinde Alexandras næstældste søn.

## Navnet anvendt i fiktion
- Felix Leiter er en fiktiv person i roman- og filmserien James Bond.